# Денисово (Ясногорский район)
Денисово — село в Ясногорском районе Тульской области России. 
В рамках административно-территориального устройства является центром Денисовской сельской территории Ясногорского района, в рамках организации местного самоуправления включается в Ревякинское сельское поселение.

## География
Расположено в 33 км к северо-востоку от Тулы и в 11 км к востоку от райцентра, города Ясногорска.

## Население
| 2002 | 2010 |
| ---- | ---- |
| 589  | ↘519 |

Население — 519 чел. (2010).